# AWA World Heavyweight Championship
AWA World Heavyweight Championship var en VM-titel inden for wrestling, der var den vigtigste titel i American Wrestling Association fra 1959 til 1990. 
Titlen er anerkendt som en af de mest prestigefyldte titler inden for wrestling nogensinde. 
Rettighederne til navnet AWA World Heavyweight Championship er i dag ejet af World Wrestling Entertainment (WWE), men titlen har ikke været aktiv siden 1990. 
| Sport | Spire Denne artikel om sport er en spire som bør udbygges. Du er velkommen til at hjælpe Wikipedia ved at udvide den. |